# SS Talamba
Le SS Talamba est un paquebot britannique converti en navire-hôpital en 1941. Il fut nommé d'après la ville de Tulamba, au Pakistan.

## Construction et carrière
Il fut lancé et achevé en 1924 pour le compte de la British India Steam Navigation Company. Alors qu'il naviguait vers Singapour, des déportés chinois tentèrent de prendre la contrôle du pont du navire, sans succès. Le bâtiment fut confiné et escorté par le HMS Carlisle jusqu'à Hong Kong.
En 1937, il s'échoua à Hong Kong après le passage d'un typhon à Hong Kong. Le SS Talamba fut converti en navire-hôpital en juin 1941.
Le HMHS Talamba assista à l'évacuation de Singapour en janvier 1942 après la conquête japonaise sur l'Asie, lors de la guerre du Pacifique.
Lors de l'invasion amphibie de la Sicile, il fut attaqué à deux reprises par la Regia Aeronautica italienne et la Luftwaffe allemande. Une bombe tomba dans sa salle des machines qui provoqua une explosion et tua 5 membres de son équipage. 400 blessés furent évacués en toute sécurité. Le HMHS Talamba coula au large de Syracuse le 10 juillet 1943.